# Liste der Bodendenkmäler in Oberhausen (bei Peißenberg)
Auf dieser Seite sind die Bodendenkmäler in der oberbayerischen Gemeinde Oberhausen zusammengestellt. Diese Tabelle ist eine Teilliste der Liste der Bodendenkmäler in Bayern. Grundlage ist die Bayerische Denkmalliste, die auf Basis des Bayerischen Denkmalschutzgesetzes vom 1. Oktober 1973 erstmals erstellt wurde und seither durch das Bayerische Landesamt für Denkmalpflege geführt wird. Die folgenden Angaben ersetzen nicht die rechtsverbindliche Auskunft der Denkmalschutzbehörde.

## Bodendenkmäler der Gemeinde

### Bodendenkmäler in der Gemarkung Huglfing
| Lage                | Objekt                                        | Akten-Nr.     | Bild |
| ------------------- | --------------------------------------------- | ------------- | ---- |
| Huglfing (Standort) | Grabhügel mit Bestattungen der Hallstattzeit. | D-1-8232-0035 |      |

### Bodendenkmäler in der Gemarkung Oberhausen
| Lage                               | Objekt | Akten-Nr.     | Bild                                          |
| ---------------------------------- | --- | ------------- | --------------------------------------------- |
| Oberhausen (Standort)              | Villa rustica der römischen Kaiserzeit. | D-1-8232-0019 |                                               |
| Oberhausen (Standort)              | Grabhügel mit Bestattungen der Hallstattzeit und Nachbestattungen der frühen Latènezeit und der römischen Kaiserzeit.                                                               | D-1-8232-0020 |                                               |
| Oberhausen (Standort)              | Abschnittsbefestigung des frühen Mittelalters. | D-1-8232-0021 |                                               |
| Oberhausen (Standort)              | Burgstall des hohen und späten Mittelalters (Willenberg). Siehe auch: Burgstall Willenberg                                                                                          | D-1-8232-0022 | weitere Bilder                                |
| Oberhausen Kirchplatz 1 (Standort) | Mittelalterliche und frühneuzeitliche Befunde im Bereich der Katholischen Pfarrkirche St. Mauritius in Oberhausen und ihrer Vorgängerbauten. Siehe auch: St. Mauritius (Oberhausen) | D-1-8232-0091 | weitere Bilder                                |
| Oberhausen (Standort)              | Mittelalterliche und frühneuzeitliche Befunde im Bereich der Katholischen Filialkirche St. Michael in Berg. Siehe auch: St. Michael (Berg)                                          | D-1-8232-0093 | Mittelalterliche und frühneuzeitliche Befunde |
| Oberhausen (Standort)              | Spätmittelalterliche und frühneuzeitliche Befunde im Bereich der Katholischen Filialkirche St. Nikolaus in Sankt Nikolaus („Bergerried“).                                           | D-1-8232-0095 | weitere Bilder                                |
| Oberhausen (Standort)              | Abgegangene Kapelle der frühen Neuzeit (Achbergkapelle). | D-1-8232-0098 |                                               |